# Герхард VI фон Бланкенхайм
Герхард VI фон Бланкенхайм (на немски: Gerhard VI fon Blankenheim; * ок. 1300; † между 8 септември 1348 и 30 януари 1350) е господар на Бланкенхайм в Айфел и господар на замък Каселбург в Пелм при Геролщайн.

## Произход и наследство
Той е третият син на Герхард V фон Бланкенхайм († сл. 10 август 1309) и съпругата му Ирмезинда Люксембургска (или Ирмгард дьо Дюрбюи) († сл. 1308), дъщеря на Герхард III, господар на Дюрбюи-Руси († 1303), и съпругата му Мехтхилд фон Клеве († 1304), дъщеря на граф Дитрих фон Клеве († 1245). Брат е на Фридрих II фон Бланкенхайм († 1321/1322) и Арнолд II фон Бланкенхайм († сл. 1359), господар на Бланкенхайм, и на шест сестри.
Фамилията наследява замък Каселбург и се основава линията Бланкенхайм-Каселбург.
Той е роднина с графовете на Люксембург и така с императорската фамилия Люксембург. През 1380 г. неговият внук Герхард VIII († 1406) е издигнат на граф. През 1406 г. умира старата графска линия фон Бланкенхайм.

## Фамилия
Герхард VI фон Бланкенхайм се жени между 25 март и 12 май 1322 г. за Анна фон Кирбург († сл. 1353), вдовица на Йохан фон Хунолщайн, фогт на Хунолщайн, господар на Ноймаген-Шпиз († ок. 25 април 1321), дъщеря на вилдграф Готфрид II фон Кирбург († 1298) и Уда или Ормунда фон Финстинген († сл. 1317). Те имат децата.
- Герхард VII (* пр. 1341; † 4 февруари 1377), господар на Каселбург, Геролщайн и Бланкенхайм, женен пр. 1344 г. за Йохана дьо Комерци фон Саарбрюкен († 1375/1376), дъщеря на граф Симон фон Саарбрюкен-Комерци († 1325) и баронеса Маргарета Савойска († 1313), дъщеря на барон Луи I от Ваат († 1302)
- Йохан фон Бланкенхайм (* пр. 1343; † 1370)
- Ермезинда фон Бланкенхайм (* пр. 1346; † 29 февруари 1396), омъжена I. пр. 29 юли 1346 г. Йохан фон Фалкенщайн, губернатор на Люксембург († 1351), II. пр. 15 юни 1355 г. за Йохан фон Болхен, Волмеринген-Узелдинген († сл. 1377)
- Арнолд V фон Бланкенхайм (* пр. 1351; † 18 май 1360, убит в битката при Шлайден), господар на Геролщайн, женен пр. 16 октомври 1356 г. за Жанета фон Родемахерн († сл. 1398), вдовица на Герхард фон Шьонекен († 1355, убит в битка при Монтклер), дъщеря на Йохан I фон Родемахерн († 1360) и Елизабет дьо ла Фоше († сл. 1344); през 1361 г. тя се омъжва трети път за Тилман фон Вартенщайн-Щайнкаленфелс († 1380)

От друга връзка той има детето:
- Геркен фон Бланкенхайм? († сл. 1365)